# Marcus Claudius Menander

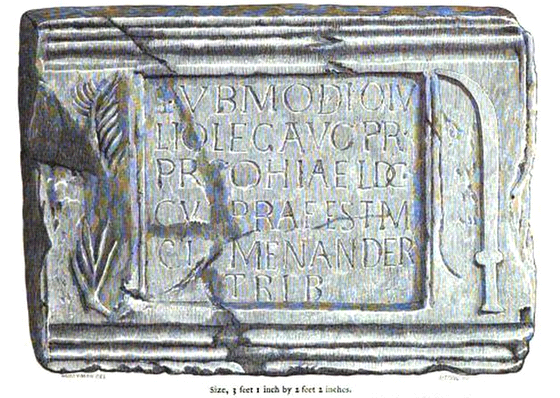
Die Inschrift

Marcus Claudius Menander war ein im 3. Jahrhundert n. Chr. lebender Angehöriger des römischen Ritterstandes (Eques).
Durch eine Inschrift, die beim Kastell Birdoswald gefunden wurden, ist belegt, dass Menander 219 Tribun der Cohors I Aelia Dacorum war, die zu diesem Zeitpunkt in der Provinz Britannia stationiert war.